# Friedrich-Wilhelm-Platz (stacja metra)
Friedrich-Wilhelm-Platz – stacja metra w Berlinie na linii U9, w dzielnicy Friedenau, w okręgu administracyjnym Tempelhof-Schöneberg. Stacja została otwarta w 1971.